# Devilman
Devilman (デビルマン?) es una serie de manga japonesa escrita e ilustrado por Gō Nagai, así como el nombre del personaje principal. Comenzó como un manga en la revista shonen de Kodansha posteriormente tuvo un anime televisivo de 39 episodios emitidos en 1972. Desde entonces ha presentado una serie OVA, manga y películas derivadas.

## Trama

### Manga
Un tímido adolescente llamado Akira Fudo vive en la casa de su amiga Miki Makimura mientras sus padres trabajan en el extranjero. Un día, su amigo de la infancia, Ryo Asuka, le revela que la Tierra está a punto de ser invadida por demonios, seres monstruosos que hibernan durante siglos en el hielo y que están a punto de volver a la superficie. Según este, los demonios han vivido en la Tierra antes de la aparición del hombre, y ahora quieren reclamar su posesión. La única forma de derrotarlos es tomar el control de los poderes de los propios demonios para poder combatirlos. Ryo involucra a su amigo en un ritual llamado Black Sabbath, en el cual numerosos demonios planean fusionarse con humanos para infiltrarse en la sociedad. Durante el ritual, Akira se fusiona con Amon, un guerrero demoníaco idolatrado y temido entre los de su especie por su increíble fuerza. Sin embargo, en lugar de que Amon controle a Akira, el alma pura de este último triunfa sobre la de Amon, dejando al demonio a su control y creando a Devilman. 
Después de luchar para salir del Black Sabbath, Akira usa su personalidad demoníaca para luchar contra múltiples enemigos ocultos en la sociedad. Sin embargo, se comienza a cuestionar sus propios métodos después de encontrarse con Sirene y Kaim, dos demonios cuya relación entre sí desafió su percepción previa de que todos estos seres eran inmorales, y el cruel Jinmen, un demonio con forma de tortuga que contenía las almas aún vivas  de sus víctimas humanas en su caparazón, obligando al muchacho a destruirlas para derrotarlo. Un gran destacamento de demonios liderado por Lord Xenon invade Tokio, alertando a la población del mundo de su existencia. Akira descubre que otros humanos se están convirtiendo en Devilmen y decide contactarlos para formar un equipo dedicado a proteger a la humanidad. Sin embargo, durante una transmisión televisiva, Ryo confirma la existencia de demonios, exponiendo que Akira es un demonio y que los Devilmen también son peligrosos y el  pánico hace que los humanos de todo el mundo se vuelvan unos contra otros. 
Ryo regresa a la mansión donde informó a Akira del mundo de los demonios y encuentra un álbum sobre su vida en el que dice que murió hace años en un accidente automovilístico. Durante la crisis existencial que este hallazgo le produce, se encuentra con un grupo de demonios liderados por Psycho Jenny, quien le informa sobre la realidad de su identidad. Ryo en realidad es Satanás, un ángel caído que fue sellado por Dios con los demonios por simpatizar con ellos y a quien Dios trató de exterminar. Como parte del plan de Satanás para liderar una guerra total contra la humanidad, hizo que Psycho Jenny borrara sus recuerdos y los reemplazara con los de Ryo Asuka hasta el momento en que estuviera listo para comenzar la guerra. Akira queda devastado cuando los humanos matan a Miki y su familia por estar asociados con él y se enfrenta a Ryo para vengarse, descubriendo la verdad sobre la identidad de su antiguo amigo. Tras varios años todos los humanos, excepto los Devilman reclutados por Akira, se extinguen. El día de la batalla final, Xenon confronta a Satanás y le pregunta por qué quiso que Akira sobreviviera convirtiéndose en Devilman, cuando esto entraría en conflicto con sus planes de dejar la Tierra a los demonios; y si la razón fue porque amaba a Akira y quería protegerlo, una declaración que Satanás insinúa que es cierta. Las dos fuerzas chocan y los Devilman son aniquilados. En medio de la confrontación, Akira y Satanás luchan entre sí, pero el ángel, sin saberlo, mata a Akira dividiéndolo en dos con sus ataques. Mientras reflexiona sobre los hechos y sus actos, los ángeles de Dios descienden sobre la tierra.

### Anime
Uno de los guerreros más fuertes de Demon Tribe, Devilman, es enviado por Xenon para liderar una invasión a gran escala del mundo humano. Después de emboscar y matar a Akira y a su padre en el Himalaya, no lejos de la base de operaciones de la Tribu Demoníaca, elige a Akira como su anfitrión, devolviéndole la vida, aunque convirtiéndolo en una persona de carácter salvaje e impredecible. Sin embargo, después de regresar a Japón, Akira se encuentra y se enamora de Miki Makimura, y Devilman es apaciguado por su deseo de protegerla. Entonces Devilman decide desertar de sus órdenes y, a partir de ese momento, lucha contra una gran cantidad de oponentes enviados por Xenon y sus Demon Generals.

## Media

### Anime
La serie del anime consta de 39 episodios, cuya emisión fue desde julio de 1972 hasta marzo de 1973 en la RED (ahora TV Asahi). La versión animada difiere del manga original. El personaje de Ryō Asuka no fue creado sino hasta que Nagai había comenzado con el manga (después de terminar con el anime). El anime y el manga difieren en la conclusión: mientras que el anime tiene un final agridulce, el manga llega a una conclusión trágica.

### Devilman Crybaby
Un segundo anime que adapta la historia del manga de principio a fin, tomando ciertas libertades creativas para modificar la época y contextos de los personajes, además de añadir nuevos personajes titulado Devilman Crybaby fue estrenado en 2018.
Este anime fue dirigido por Masaaki Yuasa y producido por Netflix.

### OVA
En 1987 se presentó la primera OVA que fue titulada «Devilman: el Nacimiento». Tres años más tarde, en 1990, se lanzó la segunda OVA llamada «Devilman: Siren, el Nacimiento del Demonio Volador». Estas componían la visión que Nagai pensó originalmente para la serie animada. Sin embargo debido a la censura, nuevamente le exigieron atenuar el tono de la serie. Por otra parte, Kazuo Komatsubara (director de la serie original de TV), volvió a retomar el trabajo junto a Nagai como diseñador de personajes.
La trama de estas OVAs gira alrededor de la transformación de Akira Fudō en Devilman hasta su batalla con Silene (también conocido como Sirene, Siron, Shiranu o Shienru). Si bien estos sufren de ciertas alteraciones, se mantienen bastante fiel al manga. Las primeras dos fueron lanzados en USA durante la década de 1990 en formato VHS, y en el 2000 en DVD por Manga Entertainment. Si bien fueron traducidas en su totalidad al inglés, no incluyeron la pista de audio en japonés. En España también fueron licenciadas las dos OVAs en formato VHS por Manga Films y emitidas en Buzz, mientras que en Cataluña fueron emitidas en Canal 33 en los años 90.
En el año 2000, se lanzó la tercera y última OVA, titulada «Amon: el Apocalipsis de Devilman», estrenada en el año 2000. Su metraje cubre el período del inicio de la lucha entre humanos y demonios, llegando hasta la batalla final entre Devilman y Amon.

### Videojuegos
Devilman cuenta con un videojuego de gráficos 3D antiguos para la consola Playstation con una ambientación algo oscura parecida al manga. 
Este se desarrolla como un juego de terror en donde tomas el papel del protagonista desde el inicio de la historia en la residencia Asuka, enfrentando monstruos y peligros diseñados originalmente para este juego. La historia dista de la presentada en el manga, pero retoma de este diferentes elementos como el orden de la narrativa, conceptos presentados, ambiente y escenarios.
```
Otro videojuego de Devilman fue lanzado previamente para 
Nintendo Famicom
, en 1989. Este juego está inspirado en el anime primer anime.
```